# Cmentarz żydowski w Mokobodach
Cmentarz żydowski w Mokobodach – zajmuje powierzchnię 0,5 ha, na której nie zachowały się żadne macewy. Znajduje się przy ul. Stodolnej. Powstał w XIX wieku. Do niedawna teren był wykorzystywany jako miejsce wydobycia piasku w celach budowlanych, obecnie służy jako boisko do gry w piłkę. 
Drugi cmentarz znajduje się na Łysej górce, pomiędzy ulicą Leśną a Ossolińskich. W latach 50 stał tam jeszcze krzyż upamiętniający zmarłych. Obecnie cmentarz jest dawno zapomniany, Przestano tam wydobywać żwir ze względu na ludzkie kości.